# Hartland (Nuovo Brunswick)
Hartland è un comune del Canada, situato nella provincia del Nuovo Brunswick. Si trova sulle rive del fiume Saint John, nella parte occidentale-centrale della provincia, nel cuore dell'agricola contea di Carleton. Nel suo territorio il fiume Saint John è attraversato dal ponte coperto più lungo del mondo (391 metri), chiamato appunto ponte di Hartland.

## Incidenti

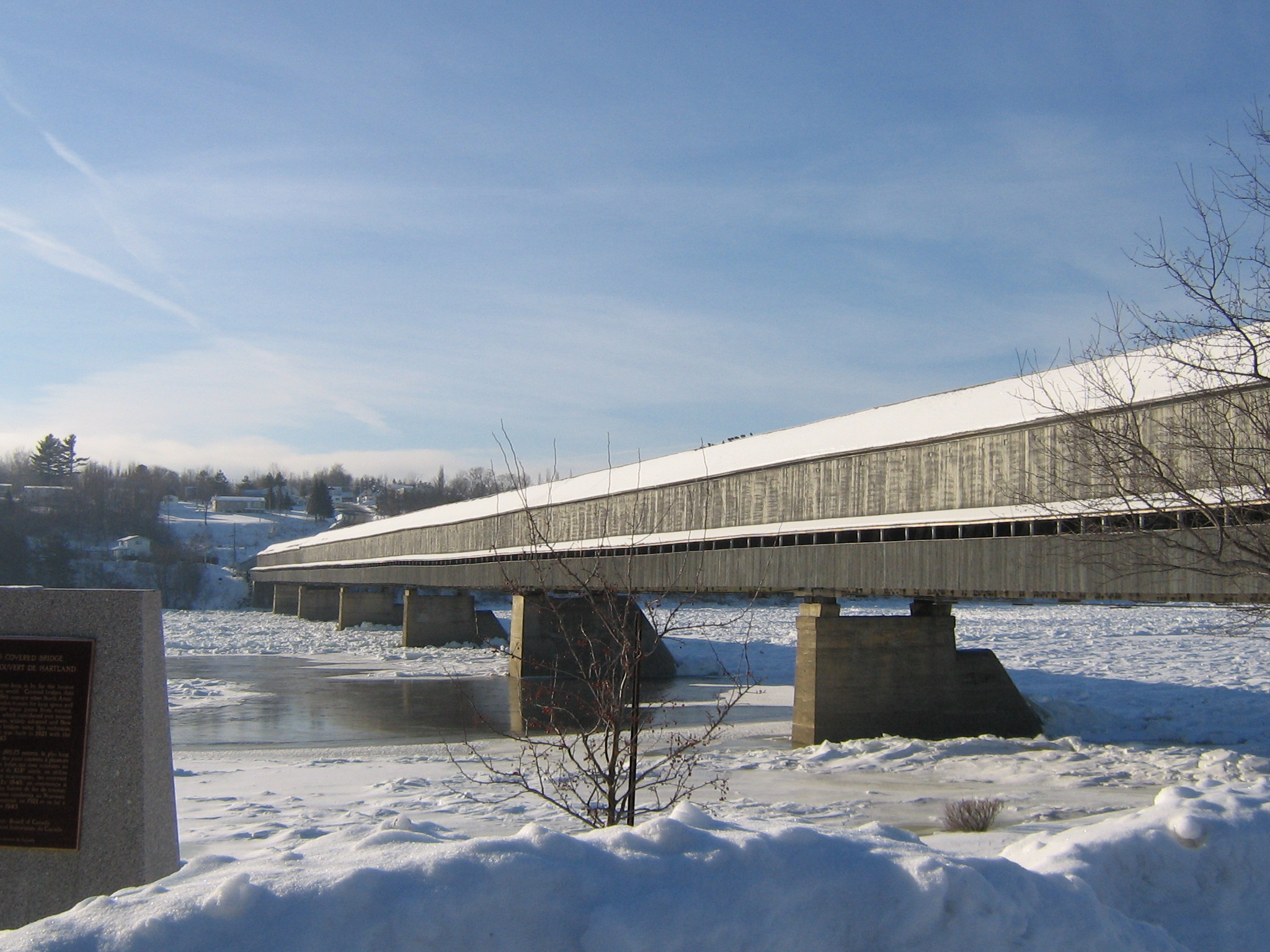
Il ponte coperto più lungo del mondo mostra un'aggiunta pedonale, con il fiume ghiacciato

La vita del comune ha subito numerosi gravi incidenti.

### Incendi
- Il 15 luglio 1907 un piromane scatenò un incendio che distrusse gran parte della città.[1][2] La città fu ricostruita.
- Il 24 ottobre 1946 l'impianto di deidratazione, usato per disidratare le patate, fu distrutto dal fuoco.[3] Gli adiacenti impianti di produzione di glucosio e di fecola di patate andarono anch'essi distrutti.[4]
- Il 25 agosto 1980 un incendio distrusse molte attività nella via principale.[5]

### Inondazioni
Essendo stata costruita vicino al fiume Saint John, la città subisce annualmente una primaverile piena. Lastre di ghiaccio galleggiante minacciano il ponte coperto di Hartland, costituendo questo una strettoia per le lastre di ghiaccio vaganti che ricoprono in quella stagione la superficie del fiume.